# Torneo WTA de Abu Dabi 2023
El Abu Dabi Open 2023 fue un torneo profesional de tenis femenino organizado por la Asociación Femenina de Tenis. Fue la segunda edición de este torneo que está dentro de la categoría WTA 500.

## Puntos y premios

### Distribución de puntos
| Modalidad    | G   | F   | SF  | CF  | Ronda de 16 | Ronda de 32 | C  | C2 | C1 |
| Individuales | 470 | 305 | 185 | 120 | 55          | 1           | 25 | 13 | 1  |
| Dobles       | 470 | 305 | 185 | 120 | 1           |             |    |    |    |

### Premios en dinero
| Modalidad    | G        | F       | SF      | CF      | Ronda de 16 | Ronda de 32 | C2     | C1     |
| Individuales | $120,150 | $74,161 | $43,323 | $20,465 | $11,145     | $7,500      | $5,590 | $2,860 |
| Dobles       | $40,100  | $24,300 | $13,900 | $7,200  | $5,750      | $4,350      |        |        |

## Cabezas de serie

### Individuales femenino
| Tenista              | Ranking | Preclasificada |
| Daria Kasatkina      | 8       | 1              |
| Belinda Bencic       | 9       | 2              |
| Elena Rybakina       | 10      | 3              |
| Veronika Kudermetova | 11      | 4              |
| Jeļena Ostapenko     | 12      | 5              |
| Beatriz Haddad Maia  | 14      | 6              |
| Anett Kontaveit      | 18      | 7              |
| Liudmila Samsonova   | 19      | 8              |

- Ranking del 30 de enero de 2023.[2]

### Dobles femenino
| Tenista                         | Ranking | Preclasificada |
| Desirae Krawczyk Giuliana Olmos | 21      | 1              |
| Anna Danilina Lyudmyla Kichenok | 34      | 2              |
| Nicole Melichar Ellen Perez     | 35      | 3              |
| Zhaoxuan Yang Vera Zvonareva    | 50      | 4              |

## Campeonas

### Individual
Belinda Bencic venció a  Liudmila Samsónova por 1-6, 7-6(10-8), 6-4

### Dobles
Luisa Stefani /  Shuai Zhang vencieron a  Shuko Aoyama /  Hao-Ching Chan por 3-6, 6-2, [10-8]